# ЭП200
ЭП200 (Электровоз Пассажирский, тип 200) — экспериментальный скоростной электровоз переменного тока, выпущенный в 1996—1997 годах Коломенским заводом в двух экземплярах. Разрабатывался с участием ОАО «ВэлНИИ» и проходил конструкционные испытания на его полигоне; машинист — Александр Манкевич. Самый мощный российский электровоз в пересчёте на секцию.
Существует ошибочная версия, согласно которой число 200 в обозначении электровоза означает конструкционную или максимальную скорость. Однако известно, что планировалось разработать три подобных электровоза с такой же конструкционной скоростью (ЭП100 — постоянного тока, ЭП200 — переменного тока, ЭП300 — двухсистемного питания), а также их аналоги для меньших скоростей (соответственно ЭП101, ЭП201 и ЭП301). Таким образом, связи обозначения с величиной скорости нет.

## Описание
Предназначен для вождения пассажирских поездов на действующих участках железных дорог. Высокие ходовые и динамические качества электровоза обеспечены за счёт применения экипажной части (от ТЭП80) с двумя четырёхосными тележками оригинальной конструкции с опорно-рамным подвешиванием бесколлекторных тяговых двигателей и тяговых редукторов (двухступенчатое рессорное подвешивание с винтовыми пружинами и гидравлические гасители колебаний). Нормы безопасности и условия работы локомотивных бригад обеспечиваются ударопоглощающими устройствами в лобовых частях кузова, высокопрочными лобовыми стеклами с электрообогревом, обогревателями и кондиционерами кабин, экологически чистым санитарным узлом.
Опытные электровозы ЭП200-0001 (зав. № 2718) и ЭП200-002 (зав. № 2719) были изготовлены на ОАО «Коломенский завод». На заводских табличках указан 1996 год. Однако в источниках, в том числе завода-изготовителя, изготовление электровозов было завершено в 1997 году.
Оборудование для этого электровоза спроектировано и изготовлено в России (Новочеркасский электровозостроительный завод, ОАО «Электровыпрямитель» г. Саранск, ОАО «Трансформатор» г. Тольятти). Тяговые электродвигатели изготовлены на ОАО «Новочеркасский электровозостроительный завод». Тяговый трансформатор изготовлен на ОАО «Трансформатор».
На электровозе установлены синхронные (из-за работы на электровозе только в комплекте с полупроводниковыми вентилями также называемые вентильными) тяговые двигатели и асинхронные двигатели вспомогательных приводов. Применение синхронных двигателей избавило от необходимости использовать импортные силовые транзисторы или запираемые тиристоры, позволив обойтись отечественными незапираемыми тиристорами.
Тиристорные инверторы питаются постоянным током от тягового трансформатора через регулируемые тиристорные преобразователи, схожие по схеме с преобразователями электровозов ВЛ80Р, ЭП1. На скорости более 10 км/ч запирание тиристоров обратным напряжением происходит за счёт противоЭДС двигателя. На малой скорости, когда противоЭДС мала, тиристоры инверторов питаются не напрямую от выпрямителей, а от конденсаторов, и происходит самозапирание после разряда конденсаторов. Конденсаторы перед каждым тактом заряжаются напряжением 1500 В.

## История

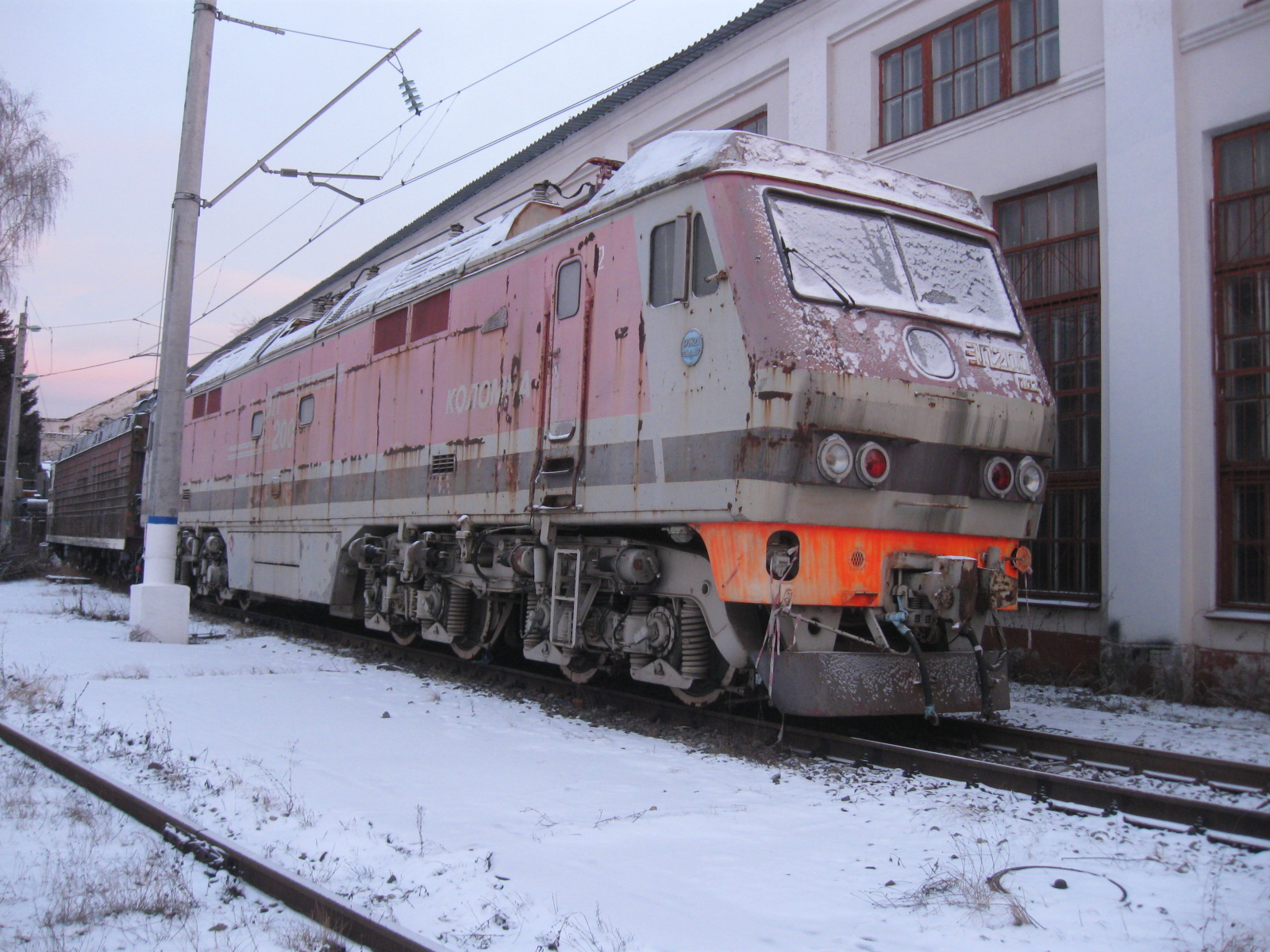
ЭП200-002 на запасных путях ЭК ВНИИЖТ (после списания)

Электровозы испытывались продолжительное время на экспериментальном кольце ВНИИЖТ в Щербинке. На начало августа 2002 года оба электровоза замечены на этом кольце. По имеющимся сведениям, электровозы вернули на устранение недостатков и для дальнейших испытаний.
В 2004 году электровоз ЭП200-0001 был передан для постоянной эксплуатации в депо Вязьма Московской железной дороги, но вскоре его вернули на Коломенский завод, где он простоял до 2009 года.
Несколько позже электровоз ЭП200-002 также проходил опытную эксплуатацию в депо Вязьма на участке «Вязьма-Смоленск» с закреплённым за ним поездом «Смоленск-Москва». Общая надежность локомотива оставалась крайне неудовлетворительной, поэтому поездки осуществлялись исключительно с резервным ЧС4Т и в сопровождении технических специалистов.
По результатам испытаний на 2009 г. первый электровоз списан с формулировкой «РЖД в электровозах такого типа не нуждается», в июле 2009 года передан в Музей железнодорожной техники на Рижском вокзале. Второй электровоз также был списан и по состоянию на 3 января 2016 года всё ещё находился на территории экспериментального кольца ВНИИЖТ.

## Технические характеристики
| Показатель                                   | Значение                 |
| -------------------------------------------- | ------------------------ |
| Осевая формула                               | 20+20−20+20              |
| Род тока контактной сети                     | переменный, 25 кВ, 50 Гц |
| Мощность, кВт                                | 8180                     |
| Сила тяги, кН (тс)                           | 235 (24)                 |
| Максимальная эксплуатационная скорость, км/ч | 200                      |
| Конструкционная скорость, км/ч               | 250                      |
| Служебная масса, т                           | 180                      |
| Нагрузка от колесной пары на рельсы, кН (тс) | 221 (22,5)               |
| Электрическое торможение                     | Рекуперативное           |
| Энергоснабжение поезда                       | переменный ток, 3 кВ     |
| Тяговый электропривод                        | переменного тока         |
| Подвешивание тяговых электродвигателей       | опорно-рамное            |
| Длина по осям автосцепок, мм                 | 25000                    |
| Диаметр колеса, мм                           | 1250                     |